# Сен Пиер (Италия)
 Тази статия е за градчето в Северна Италия.  За френския град в Северна Америка вижте Сен Пиер.  
Сен Пиѐр (на италиански и на френски: Saint-Pierre) е малко градче и община в Северна Италия, автономен регион Вале д'Аоста. Разположено е на 731 m надморска височина. Населението на общината е 3205 души (към 2010 г.).